# 129 Afdeling Veldartillerie

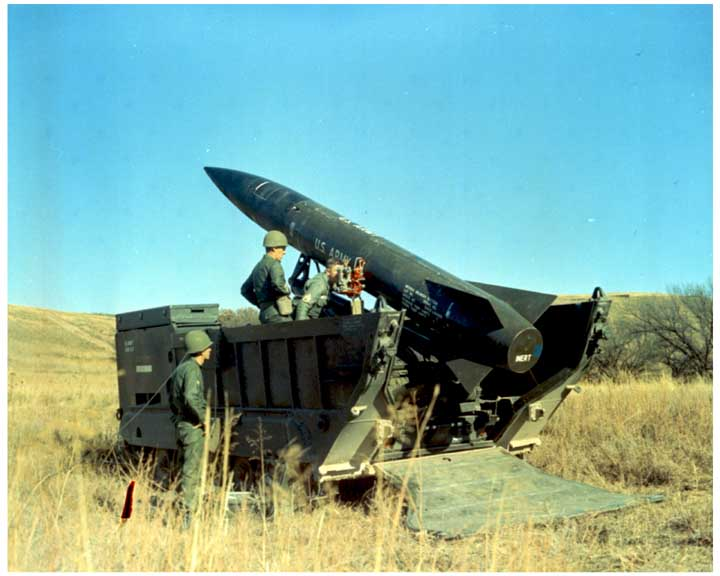
Lance-raketlanceervoertuig van de U.S. Army zoals ook in gebruik bij 129 Afdva

129 Afdeling Veldartillerie (129 Afdva) was een artillerie-eenheid van de Koninklijke Landmacht gelegerd op de Johannes Postkazerne te Havelte. Ze was uitgerust met de Lance-raket en had tot taak nucleaire en conventionele vuursteun te verlenen aan het toenmalige eerste legerkorps. De zelfgeleide Lance-raket had een dracht van ruim 100 km.
De nucleaire koppen voor de Lance raket waren Amerikaans en lagen tot 1992 opgeslagen op het Munitiecomplex Darp in de omgeving van Steenwijk en Havelte. Deze waren te herkennen aan de vierkantjes (goud is een aanduiding voor training, geel voor explosief, blauw voor simulatie) op de koppen. Hier is tegenwoordig alleen nog een wachttoren - met plaquette - aanwezig. 
De Lance lanceerinrichtingen met bijbehorende raketten waren in 1974 reeds aangeschaft om het toen inmiddels verouderde raketsysteem Honest John op te volgen. In 1978 wordt door het kabinet Van Agt I de Lance nucleair gesteld. Het kabinet deelt de mening van de NAVO dat het Eerste Legerkorps over een moderne nucleaire raket moet kunnen beschikken. 
De met de Honest John uitgeruste 109e en 119e Afdeling Veldartillerie werden opgeheven en met het personeel van deze afdelingen werd de 129e Afdeling Veldartillerie gevormd. Op 1 maart 1979 was de afdeling operationeel en "dual capable”, dat wil zeggen geschikt voor conventionele en nucleaire taken. De afdeling bestond uit twee lanceerbatterijen, ieder uitgerust met drie lanceerinrichtingen, en een stafverzorgingsbatterij. 
Wegens de grote minimum dracht werd voor daadwerkelijke lanceringen, in het kader van trainingen, uitgeweken naar de NAVO-raketlanceerbases op Kreta.
In 1992 werd de inmiddels verouderde Lance-raket na 14 jaar trouwe dienst uit de bewapening genomen vanwege internationale afspraken over nucleaire ontwapening. Op 19 februari 1992 werd de eenheid ontbonden.